# Apparato genitale
L'apparato genitale o apparato riproduttore è l'insieme degli organi fisiologici preposti alla riproduzione. Esso comunica col sistema endocrino in quanto tali organi contribuiscono alla liberazione di ormoni sessuali. A differenza della maggior parte degli apparati, vi sono significative differenze tra i sessi, almeno per quanto riguarda le specie differenziate. Queste differenze consentono la combinazione del materiale genetico dei due individui, al fine di generare una prole con maggiore idoneità genetica.

## Apparato genitale umano

Apparato genitourinario maschile

Apparato genitourinario femminile

Il sistema riproduttivo umano prevede la fecondazione interna tramite rapporti sessuali. Durante il processo riproduttivo, il maschio inserisce il suo organo copulatore, il pene, in quello femminile, la vagina, rilasciando lo sperma attraverso l'eiaculazione. In seguito gli spermatozoi attraverso la vagina e la cervice uterina arrivano nelle tube di Falloppio, dove si ha la fecondazione dell'ovulo. Dopo la fecondazione e l'impianto, la gestazione del feto si verifica all'interno dell'utero della femmina per circa nove mesi. La gestazione termina con la nascita, che avviene mediante il parto. Le malattie del sistema riproduttivo umano sono molto comuni e diffuse, in particolare le malattie sessualmente trasmissibili.
Il sistema riproduttivo femminile ha due funzioni: il primo è quello di produrre cellule uovo e il secondo è quello di proteggere e nutrire la prole fino alla nascita. Il sistema riproduttivo maschile ha la funzione di produrre e depositare lo sperma. Gli esseri umani hanno un alto livello di differenziazione sessuale. Oltre alle differenze in quasi tutti gli organi riproduttivi, esistono numerose differenze nelle caratteristiche sessuali secondarie.
L'apparato genitale è composto da tre organi distinti:
- le gonadi, rappresentate dai testicoli nei maschi e dalle ovaie nelle femmine;
- gli organi genitali esterni;
- i gonodotti.

### Maschi
Il sistema riproduttivo maschile è composto da una serie di organi situati all'esterno del corpo e attorno alla regione pelvica, che contribuisce al processo di riproduzione. La principale funzione del sistema riproduttivo maschile è di fornire lo sperma per la fecondazione dell'ovulo.

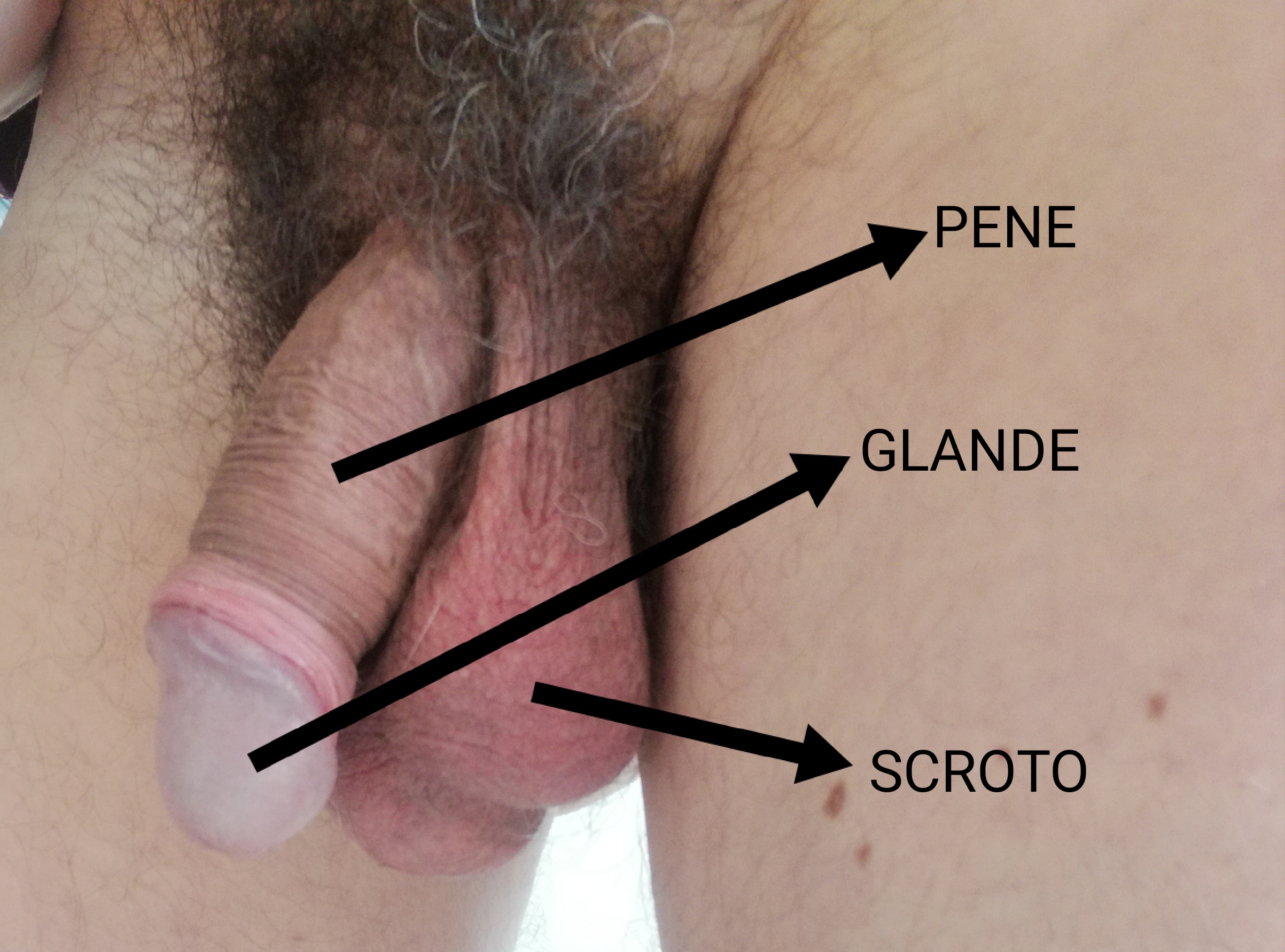
Organi genitali esterni maschili umani

La produzione degli spermatozoi avviene nei testicoli, contenuti nello scroto. Lo sperma immaturo viaggia verso l'epididimo, dove avviene lo sviluppo e l'immagazzinamento. Le ghiandole produttrici di liquido eiaculatorio comprendono le vescicole seminali, la prostata e il dotto deferente. Gli organi usati per la copulazione e la deposizione degli spermatozoi all'interno della femmina includono il pene, l'uretra, il dotto deferente e ghiandola di Cowper.
Generalmente, le principali caratteristiche sessuali secondarie dell'uomo includono: la statura più grande e muscolosa, la voce più profonda, la maggior quantità di peli nel viso e nel corpo e lo sviluppo del pomo d'Adamo. Gli ormoni sessuali dei maschi sono gli androgeni e in particolare il testosterone.

### Femmine
Il sistema riproduttivo femminile umano è composto da una serie di organi localizzati principalmente all'interno del corpo e attorno alla regione pelvica, che contribuisce al processo riproduttivo. Il sistema riproduttivo femminile umano è composto di tre parti principali: la vulva, che conduce alla vagina, l'apertura vaginale, l'utero e le ovaie. I seni sono coinvolti durante la fase di riproduzione, ma nella maggior parte delle classificazioni non sono considerati parte del sistema riproduttivo femminile.
La vulva comprende le labbra, il clitoride e l'uretra; durante il rapporto sessuale quest'area è lubrificata dal muco secreto dalle ghiandole di Bartolini. La vagina si collega all'utero attraverso la cervice, mentre l'utero si collega alle ovaie attraverso le tube di Falloppio. Ogni ovaia contiene centinaia di ovociti o ovuli.
Approssimativamente ogni 28 giorni (ciclo mestruale), la ghiandola pituitaria rilascia un ormone che stimola alcuni degli ovuli a svilupparsi e crescere. Un ovulo viene rilasciato e passa attraverso la tuba di Falloppio nell'utero. Gli ormoni prodotti dalle ovaie preparano l'utero a ricevere l'ovulo, che attenderà lo sperma e la fecondazione. Quando non viene ricevuto nessuno spermatozoo per la fecondazione, il rivestimento dell'utero, chiamato endometrio, e le uova non fecondate vengono eliminate attraverso il processo delle mestruazioni. Se l'ovulo viene fecondato dallo sperma, si attacca all'endometrio, dove comincia lo sviluppo del feto.

## Apparato genitale animale

### Vertebrati
Nei mammiferi, i principali organi del sistema riproduttivo includono i genitali esterni (pene e vulva) e un certo numero di organi interni, tra cui le gonadi (testicoli e ovaie) che producono i gameti. La maggior parte degli altri animali vertebrati ha sistemi riproduttivi simili, costituiti da gonadi, condotti e aperture. Tuttavia, vi è una grande diversità di adattamenti fisici e strategie riproduttive per ciascun gruppo.

#### Mammiferi
La maggior parte dei sistemi riproduttivi dei mammiferi sono simili, tuttavia ci sono alcune differenze tra i mammiferi non umani e gli esseri umani. Per esempio, la maggior parte dei mammiferi maschi ha un pene che viene mantenuto all'interno del corpo fino all'erezione, e la maggior parte è dotato di un osso penico o baculum. Inoltre, i maschi della maggior parte delle specie non rimangono sessualmente fertili come gli umani. La maggior parte dei mammiferi presenta i testicoli all'interno dello scroto, mentre in altri si trovano sulla parete ventrale, e in alcuni gruppi di mammiferi, come gli elefanti, sono situati nelle profondità delle cavità corporee, vicino ai reni.
L'apparato riproduttivo dei marsupiali è l'unico dove la femmina ha due vagine, entrambe aperte esternamente attraverso un orifizio, ma che conducono a diversi compartimenti dell'utero; i maschi di solito hanno un pene a due punte che corrisponde alle due vagine. I marsupiali sviluppano la prole in una sacca esterna contenente tettarelle a cui i piccoli si attaccano durante lo sviluppo post-uterino. Inoltre, i marsupiali sono dotati di uno scroto prepeniale.
Al posto dell'utero, gli altri gruppi di vertebrati hanno un ovidotto non modificato che porta direttamente a una cloaca, che è un foro di uscita condiviso per gameti, urine e feci.
I monotremi (come l'ornitorinco e l'echidna) sono un gruppo di mammiferi che depongono uova e non posseggono né utero né vagina.

#### Uccelli
Gli uccelli maschi e femmine hanno un'apertura, detta cloaca, attraverso cui passano uova, sperma e rifiuti. Il rapporto sessuale viene eseguito premendo insieme le labbra della cloaca. La femmina depone uova amniotiche nelle quali l'embrione continua a svilupparsi anche dopo aver lasciato il corpo della femmina. Diversamente dalla maggior parte dei vertebrati, le femmine hanno in genere una sola ovaia funzionale e un singolo ovidotto.

#### Rettili
I rettili sono quasi tutti di natura dimorfica e attuano la fecondazione interna attraverso la cloaca, dove si trovano gli organi riproduttivi. Alcuni rettili depongono le uova mentre altri sono vivipari. La maggior parte dei rettili maschi ha organi copulanti, che di solito sono retratti e si trovano all'interno del corpo. Nelle tartarughe e nei coccodrilli, il maschio ha un singolo organo mediano simile a un pene, mentre i serpenti e le lucertole possiedono un paio di organi simili al pene.

#### Anfibi
La maggior parte degli anfibi utilizza la fecondazione esterna delle uova, solitamente all'interno dell'acqua, sebbene alcuni anfibi come le cecilie attuino fecondazione interna. Tutti hanno gonadi interne collegate da condotti alla cloaca.

#### Pesci
I pesci hanno una vasta gamma di strategie riproduttive. La maggior parte è ovipara e utilizza la fecondazione esterna. Le femmine usano la loro cloaca per rilasciare grandi quantità di gameti nell'acqua e uno o più maschi rilasciano un fluido bianco contenente molti spermatozoi sopra le uova non fecondate. Altre specie di pesci sono ovipari con fecondazione interna aiutata da alette modificate a formare un organo analogo al pene umano. Una piccola parte di pesci è vivipara o ovovivipara.
I genitali dei pesci sono composti da testicoli per i maschi e ovaie per le femmine.
La maggior parte dei pesci sono sessualmente dimorfici, ma alcune specie sono ermafrodite o unisessuali.

### Invertebrati
Gli invertebrati hanno sistemi riproduttivi estremamente diversificati; ciò che hanno in comune è la capacità di deporre le uova. Inoltre, a parte i cefalopodi e gli artropodi, quasi tutti gli altri invertebrati sono ermafroditi e si riproducono mediante fecondazione esterna.

#### Cefalopodi
Tutti i cefalopodi sono sessualmente dimorfici e si riproducono deponendo le uova. La maggior parte dei cefalopodi presenta una fecondazione semi-interna, in cui il maschio colloca i suoi gameti all'interno della cavità della femmina per fecondare l'ovulo presente nell'ovaia singola della femmina.
Il pene, nella maggior parte dei cefalopodi maschi senza guscio (Coleoidea), è un'estroflessione lunga e muscolosa del gonodotto usato per trasferire gli spermatofori all'ettocotilo, un braccio che viene usato per trasferire gli spermatofori alla femmina. Nelle specie in cui manca l'ettocotilo, il pene è più lungo ed è in grado di estendersi oltre la cavità del mantello e trasferire gli spermatofori direttamente alla femmina.

#### Insetti
La maggior parte degli insetti si riproduce per via ovipara, cioè deponendo le uova, che vengono prodotte dalla femmina nelle ovaie. Lo sperma viene prodotto dal maschio in un testicolo o, più comunemente, in due e viene trasmesso alla femmina durante l'accoppiamento per mezzo di genitali esterni. Lo sperma è immagazzinato all'interno della femmina in uno o più ricettacoli seminali. Al momento della fecondazione, le uova viaggiano lungo gli ovidotti per essere fecondate dallo sperma e vengono quindi espulse dal corpo (deposte), nella maggior parte dei casi tramite un ovopositore.

#### Aracnidi
Gli aracnidi possono avere una o due gonadi, che si trovano nell'addome. L'apertura genitale si trova di solito nella parte inferiore del secondo segmento addominale. Nella maggior parte delle specie, il maschio trasferisce lo sperma alla femmina attraverso uno spermatoforo. Molti aracnidi hanno sviluppato complessi rituali di corteggiamento per garantire la consegna sicura dello sperma alla femmina. Gli aracnidi di solito depongono le uova, che si schiudono rilasciando piccoli immaturi che assomigliano agli adulti. Gli scorpioni, tuttavia, sono ovovivipari o vivipari, a seconda della specie.